# Canada's Walk of Fame
Estrela de Jim Carrey.

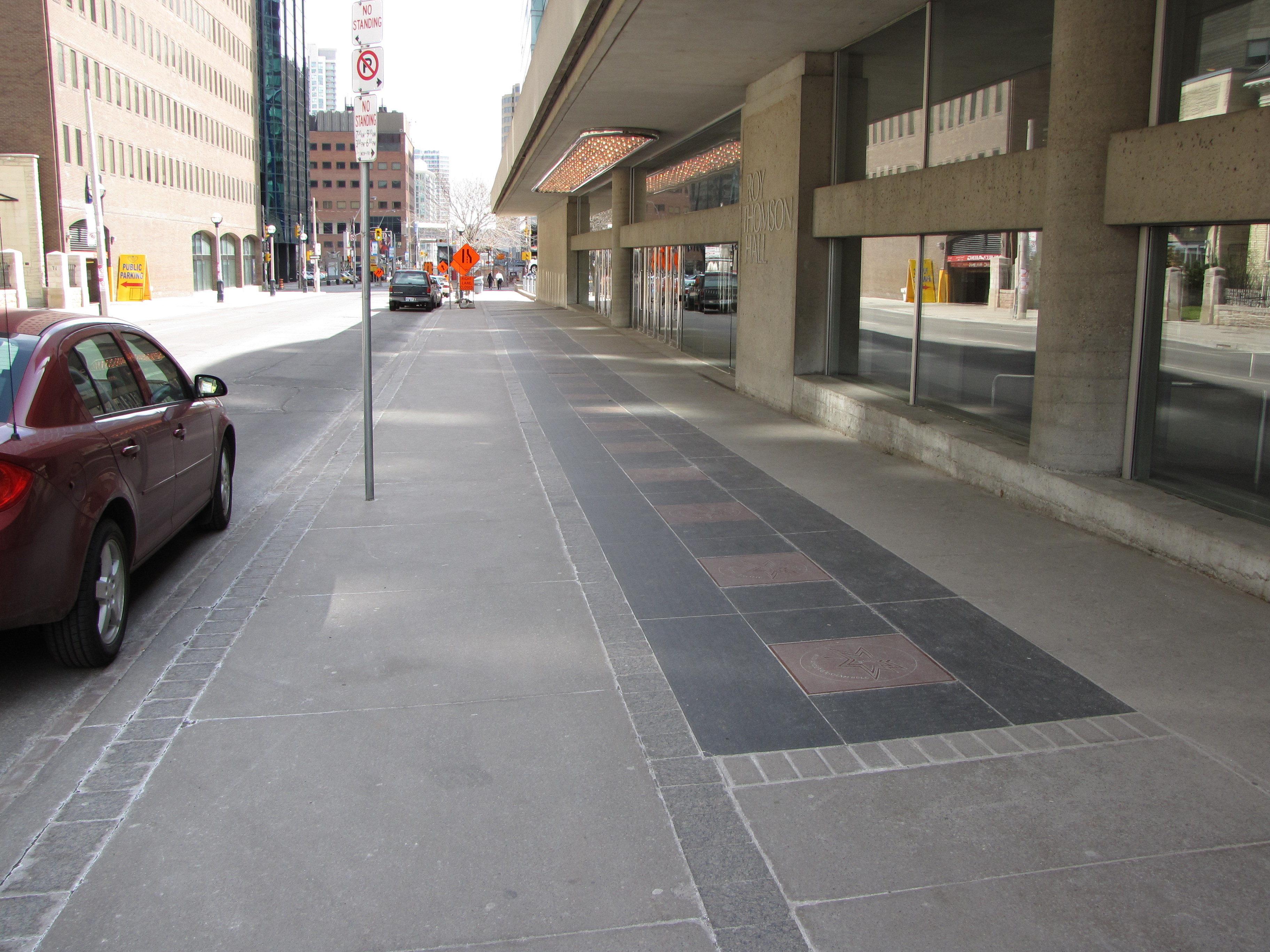
Uma fileira de estrelas ao longo da Simcoe Street.

Canada's Walk of Fame (br: Calçada da Fama do Canadá / pt: Passeio da Fama do Canadá), localizada em Toronto, Ontário, é uma calçada onde encontram-se estrelas homenageando personalidades canadenses do cinema, literatura, música, rádio e esporte. Estende-se ao longo da Roy Thomson Hall, passa pelos teatros Princess of Wales Theatre e Royal Alexandra Theatre na King Street e Simcoe Street. 
A ideia da construção veio em 1994 quando Peter Soumalias, inspirado na Calçada da Fama de Hollywood, decidiu realizar o projeto em Toronto para homenagear as celebridades do país. A princípio, a ideia foi rejeitada, mas ele permaneceu ativo no lobby para a construção da versão canadense da calçada. 
Em 1998, veio a primeira estrela. Hoje são 124 os nomes dos canadenses na calçada da fama e a cerimônia de inauguração de uma nova estrela era transmitida pela emissora CTV até 2008. Desde 2009 a transmissão é feita pela Global Television Network.
Existem alguns critérios para alguém ser indicado à Calçada da Fama: ter nascido no Canadá, possuir cidadania canadense, ter, no mínimo, dez anos de experiência na sua área e ser um nome reconhecido internacionalmente.